# Championnats d'Europe de karaté 1982
Les championnats d'Europe de karaté 1982 sont des championnats internationaux de karaté qui ont eu lieu à Göteborg, en Suède, pour les hommes et à Londres en Angleterre pour les femmes en 1982. Cette édition a été la dix-septième des championnats d'Europe de karaté séniors organisés par la Fédération européenne de karaté chaque année depuis 1966 et la première à proposer une épreuve de kumite féminin. Un total de 278 athlètes provenant de dix-huit pays y ont participé.

## Résultats

### Épreuves individuelles

#### Kata
| Rang | Pays    | Karatéka            |
| ---- | ------- | ------------------- |
| 1    | France  | Jean-Pierre Fischer |
| 2    | Espagne | Deogracias Medina   |
| 3    | ?       | ?                   |

| Rang | Pays    | Karatéka           |
| ---- | ------- | ------------------ |
| 1    | Espagne | Mª Victoria Moreno |
| 2    | ?       | ?                  |
| 3    | ?       | ?                  |

#### Kumite

##### Kumite masculin
| Rang | Pays   | Karatéka |
| ---- | ------ | -------- |
| 1    | Suisse | Marques  |
| 2    | ?      | ?        |
| 3    | ?      | ?        |

| Rang | Pays    | Karatéka |
| ---- | ------- | -------- |
| 1    | Espagne | Cebolla  |
| 2    | ?       | ?        |
| 3    | ?       | ?        |

| Rang | Pays    | Karatéka |
| ---- | ------- | -------- |
| 1    | Espagne | Aguado   |
| 2    | ?       | ?        |
| 3    | ?       | ?        |

| Rang | Pays    | Karatéka |
| ---- | ------- | -------- |
| 1    | Espagne | Amillo   |
| 2    | ?       | ?        |
| 3    | ?       | ?        |

| Rang | Pays   | Karatéka          |
| ---- | ------ | ----------------- |
| 1    | France | Claude Pettinella |
| 2    | ?      | ?                 |
| 3    | ?      | ?                 |

| Rang | Pays        | Karatéka |
| ---- | ----------- | -------- |
| 1    | Royaume-Uni | Atkinson |
| 2    | ?           | ?        |
| 3    | ?           | ?        |

| Rang | Pays        | Karatéka    |
| ---- | ----------- | ----------- |
| 1    | Royaume-Uni | Vic Charles |
| 2    | ?           | ?           |
| 3    | ?           | ?           |

##### Kumite féminin
| Rang | Pays   | Karatéka         |
| ---- | ------ | ---------------- |
| 1    | France | Francine Fillios |
| 2    | France | Sophie BERGER    |
| 3    | ?      | ?                |

| Rang | Pays        | Karatéka       |
| ---- | ----------- | -------------- |
| 1    | Royaume-Uni | Beverly Morris |
| 2    | ?           | ?              |
| 3    | ?           | ?              |

| Rang | Pays   | Karatéka         |
| ---- | ------ | ---------------- |
| 1    | France | Béatrice Joffroy |
| 2    | ?      | ?                |
| 3    | ?      | ?                |

## Épreuves par équipe

### Kata par équipe
| Rang                         | Pays   |
| ---------------------------- | ------ |
| 1                            | Italie |
| 2 France fischer,Ramos,suard | ?      |
| 3                            | ?      |

| Rang | Pays  |
| ---- | ----- |
| 1    | Suède |
| 2    | ?     |
| 3    | ?     |

### Kumite par équipe
| Rang | Pays     |
| ---- | -------- |
| 1    | Pays-Bas |
| 2    | ?        |
| 3    | ?        |